# عاكسية هندسية
في علم الفلك، العاكسية الهندسية لجرم سماوي هي نسبة سطوعه الفعلي عند مستوى زاوية الطور صفر كما يرى من مصدر الضوء، وتشير هذه الزاوية لاتجاهات مسار الضوء وليس لزاوية طور الموجة في مطوار في المعنى العادي في البصريات والإلكترونيات. الانعكاس العشوائي لا يحقق قانون الانعكاس فيبعثر أشعة الضوء ويعكسها كيفما اتفق من مصدر الضوء الساقط، مستوى زاوية الطور صفر تنسجم مع الناظر في اتجاه مصدر الإضاءة، بالنسبة للمراقب من موقع محدد من الأرض يحدث هذا عندما يكون الجرم الفلكي في مقابلة وفي فلك البروج
ويشير العاكسية الهندسية البصرية لكمية العاكسية الهندسية عندما يحسب الإشعاع الكهرومغناطيسي فقط في الطيف المرئي.

## أجرام خالية من الهواء
غالبية اجرام النظام الشمسي خالية من الهواء، المواد السطحية (الريغولث) للأجرام الخالية من الهواء في الغالب لها انعكاس عشوائي ولمعان سطح خشن، أو جرم متعدد الجسيمات لتلك العاكسية الهندسية لهذه الاجرام من الصعب تحديدة بسبب تشتت الضوء المنعكس من السطح.

## أمثلة
قد تكون العاكسية الهندسية أكبر أو أصغر من العاكسية الموثقة، اعتمادا على السطح وخصائص الغلاف الجوي للجرم المذكور.
| الأسم     | عاكسية | عاكسية | عاكسية هندسية بصرية | عاكسية هندسية بصرية |
| --------- | ------ | ------ | ------------------- | ------------------- |
| عطارد     | 0.068  | 0.068  | 0.142               | 0.142               |
| الزهرة    | 0.90   | 0.9    | 0.67                | 0.67                |
| الأرض     | 0.306  | 0.306  | 0.367               | 0.367               |
| القمر     | 0.11   | 0.11   | 0.12                | 0.12                |
| المريخ    | 0.25   | 0.25   | 0.15                | 0.15                |
| المشتري   | 0.343  | 0.343  | 0.52                | 0.52                |
| زحل       | 0.342  | 0.342  | 0.47                | 0.47                |
| إنسيلادوس | 0.99   | 0.99   | 1.4                 | 1.4                 |
| اورانوس   | 0.300  | 0.3    | 0.51                | 0.51                |
| نبتون     | 0.290  | 0.29   | 0.41                | 0.41                |
| بلوتو     | 0.4    | 0.4    | 0.44–0.61           | 0.44                |
| إريس      | 0.96   | 0.96   | —                   |                     |